# 冰雪女王 (2002年電影)
《冰雪女王》（英語：Snow Queen）是一部 Hallmark Entertainment 出品的2002年電視電影，由胡大為導演，改編自漢斯·克里斯汀·安徒生所寫的童話故事《冰雪女王》。電影由碧姬·芳達飾演冰雪女王，謝茜·鶴絲飾演冰雪女王的對手兼情敵姬達，也是此片的女主角。影片最初以兩集迷你劇的形式在 Hallmark Channel 播出，隨後於美國以一套完整電影的形式發行DVD。英國版DVD於2009年11月9日發行，澳洲版DVD於2011年9月2日推出。此片是碧姬·芳達在息影前出演的最後一部電影。

## 演員
- 碧姬·芳達 飾 冰雪女王
- 謝茜·鶴絲（英语：Chelsea Hobbs） 飾 姬達
- 謝洛美·基寶（英语：Jeremy Guilbaut） 飾 啟
- 羅伯·威士敦（英语：Robert Wisden） 飾 沃夫岡
- Wanda Cannon 飾 珉娜
- 梅根·布萊克（英语：Meghan Black） 飾 女盜匪
- Jennifer Clement 飾 春之女巫
- 綺拉·克拉薇（英语：Kira Clavell） 飾 夏之公主
- Suzy Joachim 飾 秋之盜匪
- Duncan Fraser 飾 市長
- 瑞秋·海華（英语：Rachel Hayward） 飾 艾美
- Jessie Borgstrom 飾 8歲時的姬達
- Robert D. Jones 飾 神父
- Alexander Hoy 飾 Chen
- Trever Havixbeck 飾 警衞官
- 約翰·蒂桑提斯（英语：John DeSantis） 飾 撒旦

## 製作
- 影片裏的城鎭場景是在斯提爾堡（英语：Fort Steele, British Columbia）取景拍攝的，這是一座位於加拿大卑詩省的文化遺產鎭。[1]
- 白熊酒店的內部場景是在攝影棚內搭建的，這組搭建的場景之後被覆蓋上人造雪花再用於拍攝另一場面。[1]

## 外部連結
- 互联网电影数据库（IMDb）上《冰雪女王》的资料（英文）
- AllMovie上《冰雪女王》的资料（英文）
- 鐳射企業官網上《冰雪女王[]》的VCD資料 （繁體中文）